# Ноябрьская сессия ИГН АН СССР (1948)
Ноябрьская сессия Института геологических наук АН СССР (Москва, 15-22 ноября 1948 года) — московская научная сессия по вопросам геологии, заседания расширенного Учёного Совета Института геологических наук (ИГН АН СССР), где присутствовали многие академики и члены-корреспонденты АН СССР, ведущие учёные-геологи из Москвы, Ленинграда, Украинской ССР, Узбекской ССР и других регионов. Важнейшее событие середины XX века в СССР по всестороннему обсуждению «положения в геологических науках» (для выявления и обсуждения просчетов и недостатков в работе), через три месяца после «Августовской сессии ВАСХНИЛ (1948)».
Стенограмма Сессии расширенного Учёного Совета Института геологических наук АН СССР 1948 года была опубликована по архивным материалам только в начале 2022 года, издание приурочено к 90-летнему юбилею создания Геологического института РАН.

## История
В 1947 году процесс послевоенного обустройства и договорённостей был нарушен, что было обобщено в Доктрине Трумэна. В СССР началась конфронтация на международном уровне, всестороннее усиление идеологического пресса и политизация науки.
1948 год стал переломным в научной жизни в СССР, не только в биологии, но и в других естественных науках. В 1948 году началась американская программа экономической помощи Европе («План Маршалла», с 4 апреля), СССР установил блокаду Западного Берлина (24 июня) — «холодная война». Кроме того, заканчивалась гражданская война в Китае, были образованы государства Израиль (14 мая), ФРГ (Тризония, 31 мая), Вьетнам (5 июня) и КНДР (9 сентября).

### Предшествующие события
В марте-апреле 1947 года на заседаниях Совета Министров СССР (под председательством И. В. Сталина) дважды рассматривался вопрос о пятилетнем плане научно-исследовательских работ АН СССР (на 1946—1950), где было сокращено до 20 % от запланированных исследований. Закрывались советские научные журналы на иностранных языках, сократились научные контакты с иностранными учёными, проводились кампании по борьбе с «буржуазными идеалистическими учениями» А. А. Жданов требовал: 

«разоблачать непатриотических учёных, преклоняющихся перед заграницей и одновременно показать настоящих патриотов, заботящихся и борющихся за честь Советской науки».
В апреле 1948 года во Всесоюзном обществе почвоведов были рассмотрены и осуждены идеологические ошибки профессора А. А. Роде, который «принижал роль В. Р. Вильямса в развитии советского почвоведения». Намеченная затем конференция по проблемам биологии в почвоведении, которую должны были провести совместно Отделение биологических наук и Отделение геолого-географических наук АН СССР — не состоялась.

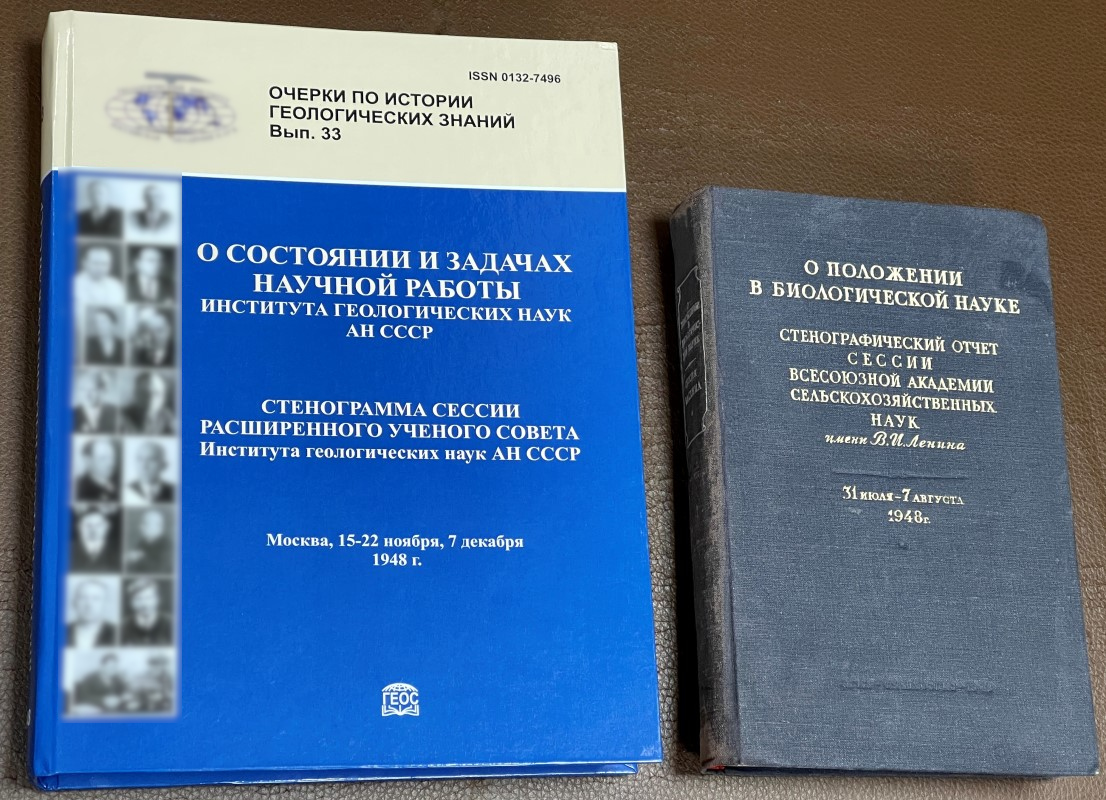
Публикации стенограмм сессий 1948 года геологов и биологов

Сессия геологов была организована по Постановлению Президиума АН СССР от 26 августа, в связи с решениями Лысенковской «Августовской сессии ВАСХНИЛ 1948 года». В этом Постановлении указывалось:

Одобренный Центральным Комитетом ВКП(б) доклад академика Т. Д. Лысенко ставит перед учёными Советского Союза и прежде всего перед биологами и представителями других отраслей естествознания ряд новых, принципиальных вопросов, требует от научных учреждений полной и глубокой перестройки исследовательской работы в области биологии и действительного превращения биологической науки в могучее оружие изменения живой природы в интересах построения коммунистического общества.

Президиум АН СССР обязывает Отделение биологических наук, биологов и всех естествоиспытателей, работающих в Академии Наук СССР, коренным образом перестроить свою работу, занять ведущее место в борьбе против идеалистических, реакционных учений в науке, против низкопоклонства и раболепия перед зарубежной лженаукой. Естественно-научные институты Академии Наук СССР должны активно бороться за дальнейший расцвет отечественной биологической науки, и в первую очередь за дальнейшее развитие учения, созданного И. В. Мичуриным, В. В. Докучаевым, В. Р. Вильямсом, продолженного и развитого Т. Д. Лысенко.
При осуждении 25.08.1948 академик Г. Ф. Александров указал: 

Но ни для кого не секрет и то обстоятельство, что такие же крупные идеологические вопросы назревают и в ряде других отраслей знания. В области физики и химии уже разгорелись споры, и там, видимо, дискуссии будут не менее остры, чем в биологии. В области педагогики, психологии и медицины дискуссии на полном ходу, но ещё самые крупные бои впереди. В области географии и геологии явственно наметилась среди наших специалистов линия борьбы материализма с идеализмом. В области истории и права — целый непочатый край дел: дискуссии, споры и борьба против получивших известное распространение реакционных и ошибочных воззрений.
В редакционной статье (без подписи) было подытожено:

На расширенном заседании Президиума Академии Наук СССР справедливо отмечалось, что чуждые идеологические влияния сказываются и в целом ряде других наук. Они дают себя знать и в области физики и химии, и в области психологии и педагогики, и в области географии и геологии, и в такой области, как медицина. Задача Академии Наук СССР, являющейся высшим научным учреждением страны,— стать действительным штабом передовой советской науки, развивающим и умножающим все новое, прогрессивное и беспощадно борющимся со всеми чуждыми влияниями, проникающими в советскую науку извне.
10 ноября 1948 года Бюро Отделения геолого-географических наук АН СССР обсудило материалы расширенного заседания Учёного совета Почвенного института им. В. В. Докучаева АН СССР (от 12-14 октября 1948 г.) по вопросу о работе института и его ближайших задачах. Крупнейшим недостатком в исследованиях института была названа недооценка учения В. Р. Вильямса, а также то, что тематика проводимых работ не имела связи с решением проблем крупного народнохозяйственного значения. Были выявлены и предложены к устранению и некоторые другие недоработки.

### Ноябрьская сессия 1948 года
При подготовке к Сессии, 5 ноября 1948 года был напечатан Пригласительный билет к участию в Сессии.
Доклады геологов начались в понедельник 15 ноября 1948 года, в воскресенье 21 ноября они не проводились. Утренние заседания начинались в 11 часов, вечерние в 18 часов. Заседания проводились в аудитории ИГН АН СССР и транслировались через громкоговорители по всему Институту, который находился в Москве по адресу Старомонетный переулок, дом 35 (современное здание ИГЕМ РАН). Выступления слушали (в зале и по громкоговорителям в корридорах ИГН АН СССР) около 1000 учёных — геологов всех направлений, палеонтологов, геофизиков и горных инженеров.
Понимая важность комплексных геологических исследований, директор ИГН АН СССР академик И. Ф. Григорьев уделял много внимания разработке в Институте практически всех научных направлений геологии (стратиграфия и четвертичная геология, тектоника, минералогия и геохимия, петрография, учение рудных и угольных месторождениях, металлогения).

### Важные научные события в науке того времени
- 13 июля 1948 года Совет министров СССР принял постановление (№ 2560-1054с) «Об участии советских геологов в работе XVIII сессии Международного геологического конгресса в Лондоне». Руководителем делегации был В. В. Белоусов, а список делегатов несколько раз пересматривался.
- 6 октября 1948 года произошло разрушительное Ашхабадское землетрясение.
- 22 октября 1948 года в конференц-зале Президиума Академии Наук СССР состоялось торжественное заседание Президиума, Отделения геолого-географических наук АН СССР и Министерства геологии СССР, посвящённое 85-летию со дня рождения академика В. А. Обручева.
- 15 ноября 1948 года начал обсуждаться «Сталинский план преобразования природы»[10].
- 26 февраля 1949 года Секретариат ЦК ВКП(б) принял решение о создании Ученого секретариата Президиума АН СССР для ещё большего контроля научно-исследовательских работ, кадров институтов и выполнения заданий правительства. Политический контроль возглавил главный учёный секретарь этой структуры, заместитель министра высшего образования по кадрам А. В. Топчиев[11].
- На 1949 год была намечена «серьезная разработка методологических проблем, обеспечивающая чистоту советской науки, в области таких дисциплин, как география, геология, палеонтология и других наук»[12].

## Основные участники и темы обсуждения
По основным направлениям развития геологических наук выступали ведущие учёные того времени. Им задавались вопросы, темы развивались в прениях. Велась стенограмма заседания, докладчики моглие её сверить С основными докладами выступили:
15 ноября
- Григорьев, Иосиф Фёдорович — О состоянии научной работы ИГН АН СССР
- Меннер, Владимир Васильевич — стратиграфия
- Громов, Валериан Иннокентьевич — четвертичная геология

16 ноября
- Шатский, Николай Сергеевич — тектоника

17 ноября
- Заварицкий, Александр Николаевич — петрография и вулканология (Академик-секретарь Отделения геолого-географических наук АН СССР)
- Белянкин, Дмитрий Степанович — петрография и петрология
- Соустов, Николай Иванович, Куплетский, Борис Михайлович — общая петрография

18 ноября
- Пустовалов, Леонид Васильевич — Положение в науке об осадочных горных породах
- Страхов, Николай Михайлович — О путях развития литологической теории

19 ноября
- Сауков, Александр Александрович — геохимия
- Коржинский, Дмитрий Сергеевич — минералогия и геохимия
- Щербаков, Дмитрий Иванович — минералогия и геохимия
- Бетехтин, Анатолий Георгиевич — минералогия
- Барсанов, Георгий Павлович — минералогия в Минералогическом музее АН СССР

20 ноября
- Григорьев, Иосиф Фёдорович — Рудный сектор ИГН АН СССР
- Билибин, Юрий Александрович — рудные месторождения и металлогения
- Соколов, Глеб Александрович — исследования Рудного отдела
- Вольфсон, Файтель Иосифович — изучение рудных месторождений

22 ноября
- Горский, Иван Иванович — геология угольных месторождений
- Общее обсуждение вопросов состояния геологии и работы ИГН АН СССР.

В прениях приняли участие десятки геологов и географов.
По результатам обсуждения 7 декабря 1948 года готовился проект Постановление сессии расширенного Ученого Совета ИГН АН СССР. На его основании, после доклада директора на Бюро ОГГН АН СССР, оно приняло решение о состоянии дел в геологических науках в СССР.
Для некоторых учёных это были одни из последних выступлений, которые были записаны:
- Григорьев, Иосиф Фёдорович (1890—1949) — геолог-рудник, директор ИГН АН СССР, академик АН СССР
- Лучицкий, Владимир Иванович (1877—1949) — петрограф, академик АН УССР
- Соустов, Николай Иванович (1903—1950) — петрограф, руководитель Отдела общей петрографии ИГН АН СССР
- Казаков, Александр Васильевич (1888—1950) — геохимик и литолог в ИГН АН СССР
- Мазарович, Александр Николаевич (1886—1950) — геолог и геоморфолог в МГУ
- Сельский, Владимир Александрович (1883—1951) — геолог, геофизик, академик АН УССР.

## Итоги Сессии
7 декабря 1948 года, по итогам Сессии было принято постановление по развитию основных направлений в геологии:
- По стратиграфии
- По четвертичной геологии
- По литологии и петрографии осадочных пород
- По тектонике
- По общей петрографии
- По экспериментальной петрографии
- По минералогии и геохимии
- По рудным месторождениям
- По геологии угля

Общие выводы были сделаны:
- В области методологической направленности исследований
- В области связи научных работ Института с запросами практики
- По улучшению и обновлению методик геологических исследований
- В области организационных вопросов.
- Было отмечено, что мало внимания уделялось истории геологической науки.

Затем оно было рассматрего на заседании Отделения геолого-географических наук (ОГГН АН СССР), которое приняло решение для Президиума АН СССР и исполнения институтами АН СССР.
Было отмечено, что мало внимания уделялось истории геологической науки. В Постановлении было указано: 

Ввести в тематический план Института работы по изучению истории геологических наук как важнейшего средства борьбы за приоритет русской науки и за использование забытых идей и достижений передовых русских учёных.
 Что было закреплено в Решении Бюро ОГГН АН СССР:
- «В работе Института наиболее существенными недостатками являются: 3. отсутствуют работы по истории геологических наук»[15].
- «Необходимо также срочно организовать работы по истории геологических наук, так как они важны с точки зрения понимания развития различных дисциплин и являются важным средством борьбы за приоритет русской и советской науки»[16].

В отличие от «Августовской сессии ВАСХНИЛ», «Ноябрьская сессия ИГН» была более научной и менее политизированной, кроме того:
- доступ геологов был открытый, сотрудники других институтов информировали рассылкой приглашений
- дискуссии были открытыми, ограничивались только регламентом
- биологические идеи академика Лысенко затронули в основном вопросы палеонтологии и биостратиграфии
- многие научные теории критиковались идеологически, но единые точки зрения не насаждались.

Как и на Августовской сессии, ставилась задача «вскрыть и осудить научную несостоятельность идеалистических реакционных теорий», «соблюдать партийность в науке» «пресекать низкопоклонство и раболепие перед зарубежной лженаукой», но столь явных оскорбительных обвинений (как в ВАСХНИЛ) у геологов не прозвучало.
Практически во всех докладах по различным геологическим наукам прозвучал «правильный марксистско-ленинский философский подход» к геологическим и эволюционным теориям, борьба с идеализмом и критика «буржуазной идеологии» (в связи с началом холодной войны).
В итоге после Ноябрьской сессии ИГН АН СССР 1948 года:
- Почвоведение было передано из геолого-географического отделения АН СССР в биологическое (агрономическая наука).
- Палеонтология осталась в биологическом отделении АН СССР, на Сессии её относили к геоологическим наукам.
- Изучение минералогии на Сессии запланировали отделить от геохимии.
- В Институте был создан Кабинет истории геологии (переименовывался в: Лаборатория/Сектор/Отдел/Группа), где с 1949 года собирались материалы по истории науки. Курс Истории геологии начал преподаваться в геологических вузах[17]

### Последующие сессии геологов
7-9 декабря 1948 года Всесоюзный нефтяной научно-исследовательский геологоразведочный институт (ВНИГРИ, Ленинград) провёл сессию учёного совета на тему «Итоги августовской сессии ВАСХНИЛ и наши задачи». В головном нефтяном институте Министерства геологии СССР собрались геологи-нефтяники, которые определили «единственно правильные» области теоретической нефтяной геологии — идеи И. М. Губкина, а его книга «Учение о нефти» (1932), как набор непререкаемых истин, не подлежащих сомнению. Все остальные взгляды были объявлены ложными, не имеющими права на существование.
Кроме того, А. В. Топчиев возглавил подготовку «Всесоюзного совещания физиков» (декабрь 1948 — март 1949)

## Последующие репрессии геологов
В 1949 году некоторые участники Сессии (и учёные которые на ней обсуждались) были репрессированы по Красноярскому делу геологов:
- 31 марта — директор ИГН АН СССР — академик И. Ф. Григорьев (не подписал протоколы допросов, умер от пыток 14 мая 1949)
- 31 марта — сотрудник ПИН АН СССР — член-корреспондент А. Г. Вологдин (отбыл наказание).
- 31 марта — профессор ЛГУ и сотрудник ВСЕГЕИ — Я. М. Эдельштейн (умер в тюремной больнице 21 января 1952)
- 7 апреля — профессор и заведующий кафедрой Иркутского горно-металлургического института — Л. И. Шаманский (умер во время следствия в 1950[24])
- 9 мая — профессор и сотрудник ИГН АН СССР — В. К. Котульский (убит на этапе 24 февраля 1951)
- 14 мая — сотрудник ВСЕГЕИ — Б. К. Лихарев (отбыл наказание)
- 23 мая — профессор МГРИ — В. М. Крейтер (отбыл наказание).
- июнь — профессор Горного института — М. М. Тетяев (отбыл наказание).

12 мая 1949 года в ИГН АН СССР завершила работу комиссия Президиума АН СССР во главе с академиком П. П. Ширшовым. Она установила, что: 

Институт геологических наук, располагая высококвалифицированными специалистами во всех отраслях геологических наук, должен был возглавить в научном отношении такие важнейшие работы для народного хозяйства СССР, как, например, разработка научных основ расширения железорудной базы для металлургии и создания сырьевой базы цветных металлов и редких элементов, изучение геологического строения и нефтеносности русской платформы и др. путем сосредоточения своих научных кадров на комплексном решении этих важнейших проблем. В действительности же в планах Института, в том числе и в пятилетнем плане, эти исторические задачи по сути дела не нашли отражения.
Среди академиков и членов-корреспондентов Института нет ни одного члена ВКП(б). Совершенно недостаточной является партийная прослойка среди докторов наук и младших научных сотрудников. Неудовлетворителен состав аспирантов и докторантов Института, как в количественном, так и социально-политическом отношениях. 37 научных сотрудников Института высшей квалификации (члены-корреспонденты и доктора наук) совершенно не имеют аспирантов и докторантов.

Стоявший в течение ряда лет во главе руководства Института враг народа Григорьев, при попустительстве и беспринципном деляческом подходе к подбору кадров других членов дирекции сильно засоряет Институт негодными кадрами. Так, среди руководящих научных работников Института (зав. лабораториями, отделами, секторами), а также в составе старших научных сотрудников имеются 43 чел. дворянского и духовного происхождения, 7 чел. из офицерской старой армии, 8 чел. служили у белогвардейских правительств. Кроме того, из состава научных и научно-технических сотрудников и обслуживающего персонала 13 чел. были в плену у немцев, или длительно находились на территории, занятой немцами, 5 чел. имели судимость и отбывали длительное наказание в спецлагерях НКВД.